# Jan Ingenhousz
Jan Ingenhousz (Breda, 8 dicembre 1730 – Calne, 7 settembre 1799) è stato un botanico olandese.
Conosciuto per aver dimostrato che la luce è essenziale per la fotosintesi scoprì quindi, nel 1779, il processo chimico della fotosintesi clorofilliana. Scoprì anche che le piante compiono il processo di respirazione cellulare.
Nel 1768 si rese famoso per aver inoculato, con successo, ai membri della famiglia degli Asburgo a Vienna, contro il vaiolo, virus vivi prelevati da pazienti con sintomi lievi. Divenne quindi consigliere privato e medico personale dell'imperatrice Maria Teresa d'Austria.
Fu tra i primi ad osservare il moto browniano, nel 1785.
Nel 1786 venne eletto membro dell'American Philosophical Society.
Ingenhousz e Benjamin Franklin erano amici. 
Discutevano su tante e diverse questioni scientifiche. 
Documenti di questi scambi di idee sono conservati in varie biblioteche, Biblioteca del Congresso e altre.

Qualche esempio.
- (EN) Jan Ingenhousz, A Benjamin Franklin da Jan Ingenhousz, 5 dicembre 1780, su National Historical Publications and Records Commission (NHPRC), 5 dicembre 1780. URL consultato il 15 settembre 2024 (archiviato il 28 gennaio 2024). (sulla conduzione del calore dei metalli)
- (EN) Da Benjamin Franklin a Jan Ingenhousz, 18 marzo 1774, su founders.archives.gov. URL consultato il 19 settembre 2024 (archiviato il 28 gennaio 2024). (sulla resistività del vuoto)